# 赫尔穆特·维尔贝格
赫尔穆特·维尔贝格（德語：Helmuth Wilberg，1880年6月1日—1941年11月20日）犹太裔纳粹军官，二战期间担任德国空军上将。他参与制定了德国闪电战战略。1941年死于一场空难。